# Anton Paul Kammerer
Anton Paul Kammerer (* 17. Juli 1954 in Weißenfels; † 29. Dezember 2021 in Burgstädtel bei Dohna) war ein deutscher Maler und Grafiker.

## Leben und Werk
Anton Paul Kammerer besuchte von 1961 bis 1973 die Polytechnische Oberschule in Dobichau (heute Ortsteil von Freyburg), dann in Merseburg. 1971 bis 1973 machte er in Merseburg und Halle/Saale eine Berufsausbildung zum Plakatmaler. 1975 bis 1980 studierte er an der Hochschule für Bildende Künste in Dresden bei Jutta Damme Malerei und Graphik. Danach war er freischaffend als Maler und Grafiker tätig. Begonnen hatte Kammerer vor allem mit Druckgrafik, dazu kamen Zeichnung und Aquarell, später galt seine besondere Zuneigung der Collage.
Ab 1982 arbeitete Kammerer in einem Abrisshaus in der Bürgerstraße 53 in Dresden-Pieschen mit seinen Künstlerkollegen Jürgen Wenzel (1950–2023), Bernd Hahn (1954–2011) und Andreas Küchler (1953–2001) in der Künstlergruppe B 53 („Grafikwerkstatt B 53“) zusammen. Gemeinsam betrieben sie eine Atelierwerkstatt und produzierten u. a. jährlich die Grafikmappe „Edition B 53“, Künstlerbücher, graphische Einzelblätter und Leporellos. 1989 mussten sie die Werkstatt aufgeben.
Von 1990 bis 1995 unternahm Kammerer Reisen in die USA, nach Israel und in die Türkei. Ab 2000 wohnte und arbeitete er im eigenen Wohn- und Atelierhaus in Burgstädtel, mit dessen Bau er 1997 begonnen hatte.
Kammerer hatte eine Vielzahl von Einzelausstellungen und Ausstellungsbeteiligungen, u. a. 1987/1988 an der X. Kunstausstellung der DDR in Dresden.
Arbeiten Kammerers befinden sich u. a. im Berliner Kupferstichkabinett, in der Dresdener Galerie Neue Meister, im Kupferstichkabinett Dresden, im Sächsischen Kunstfonds, im Kupferstichkabinett Budapest, im Museum Junge Kunst, Frankfurt/Oder, im Museum der bildenden Künste Leipzig, im Brandenburgischen Landesmuseum für Moderne Kunst in Cottbus, im Lindenau-Museum Altenburg/Thüringen, im Stadtmuseum Magdeburg, im Winckelmann-Museum Stendal und in den Kunstsammlungen mehrerer großer Unternehmen.

## Mitgliedschaften
- 1983 bis 1991: Verband Bildender Künstler der DDR
- ab 2001: Bund Deutscher Sportschützen

## Ehrungen
- 1987: Wilhelm-Höpfner-Preis der Winckelmann-Gesellschaft
- 2000: Glückauf-Preis bei „100 Sächsische Grafiken“

## Werke (Auswahl)
- Eva (Serie von Kaltnadelradierungen; 1983/1984)[6]
- Don Quichote in la Mancha (Zyklus von 20 Blättern mit 28 Radierungen; 1986; ausgestellt auf der X. Kunstausstellung der DDR)[7]
- Eisenbahnlandschaft (Collage, Zeichnung; 1988; im Bestand des sächsischen Kunstfonds)[8]
- Mahnmal für Opfer aller Art (Radierung; 1989; im Bestand des Lindenau-Museums Altenburg/Thüringen)[9]
- Spaziergang 4 (Zeichnung/Collage)[10]